# Dick MacNeill
Richard MacNeill, detto Dick (Pasuruan, 7 gennaio 1898 – Heemstede, 3 giugno 1963), è stato un calciatore olandese, di ruolo portiere.

## Palmarès

### Nazionale
- Bronzo olimpico: 1

Olanda: Anversa 1920